# روجر س. شولتز
روجر س. شولتز (بالإنجليزية: Roger C. Schultz)‏ هو عسكري أمريكي، ولد في 13 أكتوبر 1945 في لي مارس في الولايات المتحدة.